# Даріу Ессугу
Да́ріу Кассія Луї́ш Ессу́гу (порт. Dário Cassia Luís Essugo; нар. 14 березня 2005, Одівелаш) — португальський футболіст, півзахисник англійського клубу «Челсі».

## Клубна кар'єра

### «Спортінг»
Виступав за молодіжну команду «Санта-Марія», а 2014 року приєднався до академії лісабонського «Спортінга». 16 березня 2021 року підписав зі «Спортінгом» свій перший професіональний контракт. 20 березня 2021 того ж року дебютував в основному складі «Спортінга» в матчі Прімейра-ліги проти «Віторії» (Гімарайнш), вийшовши на заміну Жуан Маріу. У віці 16 років та 6 днів став наймолодшим гравцем «Спортінга» в чемпіонатах Португалії. Також він став наймолодшим дебютантом португальського чемпіонату взагалі, побивши рекорд, що встановив Матшу Джало 2019 року (в серпні 2021 року цей рекорд був побитий Рожером Фернандішем).
8 грудня 2021 року в матчі групового етапу Ліги чемпіонів УЄФА проти нідерландського «Аякса» дебютував у єврокубках. У віці 16 років і 268 днів став наймолодшим португальським гравцем в історії Ліги чемпіонів.
28 вересня 2022 року англійська газета The Guardian назвала його одним з 60-ти найкращих футболістів світу 2005 року народження. 23 грудня 2022 року продовжив контракт зі «Спортінгом» до 2025 року.

#### Оренда в «Шавеш»
31 січня 2024 року перейшов на правах оренди в клуб Прімейра-ліги «Шавеш» до кінця сезону. 4 лютого дебютував за нову команду в матчі Прімейра-ліги проти «Фаренсе», вийшовши на заміну Келечі Нвакалі. Після завершення оренди, за час якої провів 14 поєдинків за «Шавеш», повернувся в «Спортінг».

#### Оренда в «Лас-Пальмас»
30 серпня 2024 року відправився в сезонну оренду в іспанський «Лас-Пальмас». 21 вересня дебютував за нову команду в матчі Ла-Ліги проти «Осасуни», вийшовши в стартовому складі. 23 листопада 2024 року в поєдинку Ла-Ліги проти «Мальорки» забив свій перший гол за «Лас-Пальмас», який також став першим м'ячем у професіональній кар'єрі. Всього за час оренди провів 27 матчів, відзначившись одним голом.

### «Челсі»
2 червня 2025 року перейшов в англійський «Челсі», підписавши контракт до 2033 року. Сума трансферу становила 18,5 млн фунтів стерлінгів. 16 червня 2025 року дебютував за «Челсі» в матчі Клубного чемпіонату світу проти «Лос-Анджелеса», вийшовши на заміну Крістоферу Нкунку. На турнірі провів три поєдинки, а його команда здобула трофей, перемігши у фіналі французький «Парі Сен-Жермен».

## Кар'єра в збірній
Народився у Португалії у родині вихідців з Анголи. Виступав за збірні Португалії до 15, до 16, до 17, до 18, до 19, до 20 і до 21 року. В травні 2022 року потрапив в заявку збірної до 17 років на юнацький чемпіонат Європи в Ізраїлі. На турнірі провів усі 5 матчів, відзначившись голом у півфінальному матчі проти збірної Франції, де португальці в підсумку поступились в серії післяматчевих пенальті.

## Статистика виступів
Станом на 5 липня 2025
| Клуб              | Сезон             | Чемпіонат         | Чемпіонат | Чемпіонат | Кубок | Кубок | Кубок ліги | Кубок ліги | Єврокубки | Єврокубки | Інші  | Інші | Всього | Всього |
| Клуб              | Сезон             | Дивізіон          | Матчі     | Голи      | Матчі | Голи  | Матчі      | Голи       | Матчі     | Голи      | Матчі | Голи | Матчі  | Голи   |
| ----------------- | ----------------- | ----------------- | --------- | --------- | ----- | ----- | ---------- | ---------- | --------- | --------- | ----- | ---- | ------ | ------ |
| Спортінг Б        | 2021–22           | Терсейра-ліга     | 15        | 0         | —     | —     | —          | —          | —         | —         | —     | —    | 15     | 0      |
| Спортінг Б        | 2022–23           | Терсейра-ліга     | 12        | 0         | —     | —     | —          | —          | —         | —         | —     | —    | 12     | 0      |
| Спортінг Б        | Всього            | Всього            | 27        | 0         | 0     | 0     | 0          | 0          | 0         | 0         | 0     | 0    | 27     | 0      |
| Спортінг          | 2020–21           | Прімейра-ліга     | 1         | 0         | 0     | 0     | 0          | 0          | 0         | 0         | 0     | 0    | 1      | 0      |
| Спортінг          | 2021–22           | Прімейра-ліга     | 1         | 0         | 0     | 0     | 0          | 0          | 1         | 0         | 0     | 0    | 2      | 0      |
| Спортінг          | 2022–23           | Прімейра-ліга     | 4         | 0         | 0     | 0     | 3          | 0          | 3         | 0         | 0     | 0    | 10     | 0      |
| Спортінг          | 2023–24           | Прімейра-ліга     | 4         | 0         | 3     | 0     | 2          | 0          | 1         | 0         | 0     | 0    | 10     | 0      |
| Спортінг          | 2024–25           | Прімейра-ліга     | 2         | 0         | 0     | 0     | 0          | 0          | 0         | 0         | 0     | 0    | 2      | 0      |
| Спортінг          | Всього            | Всього            | 12        | 0         | 3     | 0     | 5          | 0          | 5         | 0         | 0     | 0    | 25     | 0      |
| → Шавеш           | 2023–24           | Прімейра-ліга     | 14        | 0         | 0     | 0     | 0          | 0          | —         | —         | —     | —    | 14     | 0      |
| → Лас-Пальмас     | 2024–25           | Ла-Ліга           | 27        | 1         | 0     | 0     | —          | —          | —         | —         | —     | —    | 27     | 1      |
| Челсі             | 2024–25           | Прем'єр-ліга      | 0         | 0         | 0     | 0     | 0          | 0          | 0         | 0         | 3     | 0    | 3      | 0      |
| Всього за кар'єру | Всього за кар'єру | Всього за кар'єру | 80        | 1         | 3     | 0     | 5          | 0          | 5         | 0         | 3     | 0    | 96     | 1      |

1. ↑  Матчі в Лізі чемпіонів УЄФА
2. ↑  1 матч у Лізі чемпіонів УЄФА, 2 матчі в Лізі Європи УЄФА
3. ↑  Матчі в Лізі Європи УЄФА
4. ↑  Матчі на Клубному чемпіонаті світу

## Досягнення
«Спортінг»
- Чемпіон Португалії (3): 2020–21[36], 2023–24[37], 2024–25[38]

«Челсі»
- Переможець Клубного чемпіонату світу: 2025[39]